# Princeton (Wisconsin)
Princeton è un comune degli Stati Uniti d'America, situato nello Stato del Wisconsin, nella Contea di Green Lake.